# Parlamentswahl in Belize 2015
Die Parlamentswahl in Belize 2015 fand am 4. November 2015 statt. Gewählt wurden die 31 Abgeordneten des Repräsentantenhauses von Belize. Es siegte die United Democratic Party (UDP) mit 19 Sitzen vor der People’s United Party (PUP) mit 12 Sitzen. 

## Ergebnisse
Die landesweite Wahlbeteiligung betrug 72,69 %.
| Partei                                | Stimmen | Prozent  | Sitze |
| ------------------------------------- | ------- | -------- | ----- |
| United Democratic Party (UDP)         | 71.452  | 50,00    | 19    |
| People’s United Party (PUP)           | 67.566  | 47,28    | 12    |
| Belize Progressive Party (BPP)        | 2.336   | 1,63     | 0     |
| Belize Green Independent Party (BGIP) | 5       | 0,00     | 0     |
| Unabhängige                           | 72      | 0,05     | 0     |
| Ungültige Stimmen                     | 1469    | 1,03     |       |
|                                       |         |          |       |
| Stimmen insgesamt                     | 142.900 | 72,69 %  |       |
| Wahlberechtigte insgesamt             | 196.587 | 100,00 % |       |